# Oke Ora
Oke Ora (en yoruba : Òkè Ọ̀rà) est une ancienne communauté et un site archéologique situé sur une colline à environ 8 km à l'est d'Ufẹ̀ (Ilé-Ifẹ̀), entre la ville et le petit village d'Itagunmodi.
Deux personnages importants dans l'histoire ancienne du Yorubaland, Oranife (Oramfe) et Oduduwa venaient d'Oke Ora. Plusieurs histoires et légendes du peuple Yoruba entourent le site. Dans la légende de la création yoruba, il s'agissait du premier monticule de terre formé à partir du sol d'une coquille d'escargot et à partir duquel Ife, la première colonie, fut construite. Aujourd'hui, il continue de jouer un rôle important dans certains rites religieux du peuple d'Ife, notamment dans les rituels de couronnement de l'Ọwọni, l'ooni d'Ife,.

## Nom
Le nom Oke Ora doit son étymologie à deux mots distincts : Òkè et Ọ̀ra. Dans la langue yoruba, Òkè signifie montagne ou colline, tandis que Ọ̀ra est une divinité, qui est l'une des plus hautes d'Ife, et qui serait un avatar d'Orishala.

## Site
Oke Ora est le point de repère le plus important d'une chaîne de sept collines entourant les sites de l'ancienne confédération d'Ife. Cette confédération de treize clans/provinces (en yoruba : Ẹ̀lú Mẹ́tàlá) était située dans la plaine centrale, bordée par les collines comme le milieu d'une cuvette s'étendant sur environ 20 km de diamètre. En raison des cours d'eau qui coulaient en aval jusqu'au centre de la cuvette, située à une altitude inférieure d'environ 275 m, le milieu de la cuvette d'Ife était inondée et marécageuse de façon saisonnière. Les six autres collines sont : Oke-Obagbile, Oke-Ipao, Oke-Ijugbe, Oke-Onigbin, Oke-Araromi et Oke-Owu.
Les travaux archéologiques dans la région ont produit plusieurs artefacts dans des abris sous roche sur ces collines, tels que des outils à main, c'est-à-dire des haches, des fragments de poterie brisés, du charbon de bois, des sculptures en pierre, d'anciens pavements et des figurines en argile. Certains pots ont des trous dans leurs bords pour y accrocher des cordes aux palmiers lors de la collecte du vin de palme. Tout cela constitue la preuve d'une habitation humaine précoce par les ancêtres des populations modernes d'Ife et de ses environs immédiats.
À proximité d'Oke Ora se trouvait Igbo Ore, un site associé à un personnage du début de l'Ife connu sous le nom d'Oreluere. Le bosquet a également livré plusieurs artefacts tels que les sculptures humaines en pierre Idena et Olofenfura (Olofinfura). On estime que ces sculptures datent de la période comprise entre le VIIIe et le Xe siècle. L'archéologue britannique Paul Ozanne a déclaré dans son étude préliminaire de la région d'Ife en 1969 que « de nombreuses colonies étaient déjà établies sur le territoire d'Ife au moins au IVe siècle av. J.-C. (350 avant J.-C.) ». L'établissement et le peuplement progressifs de la région qui est devenue Ife remontent à environ 900 avant J.-C.,.

## Histoire

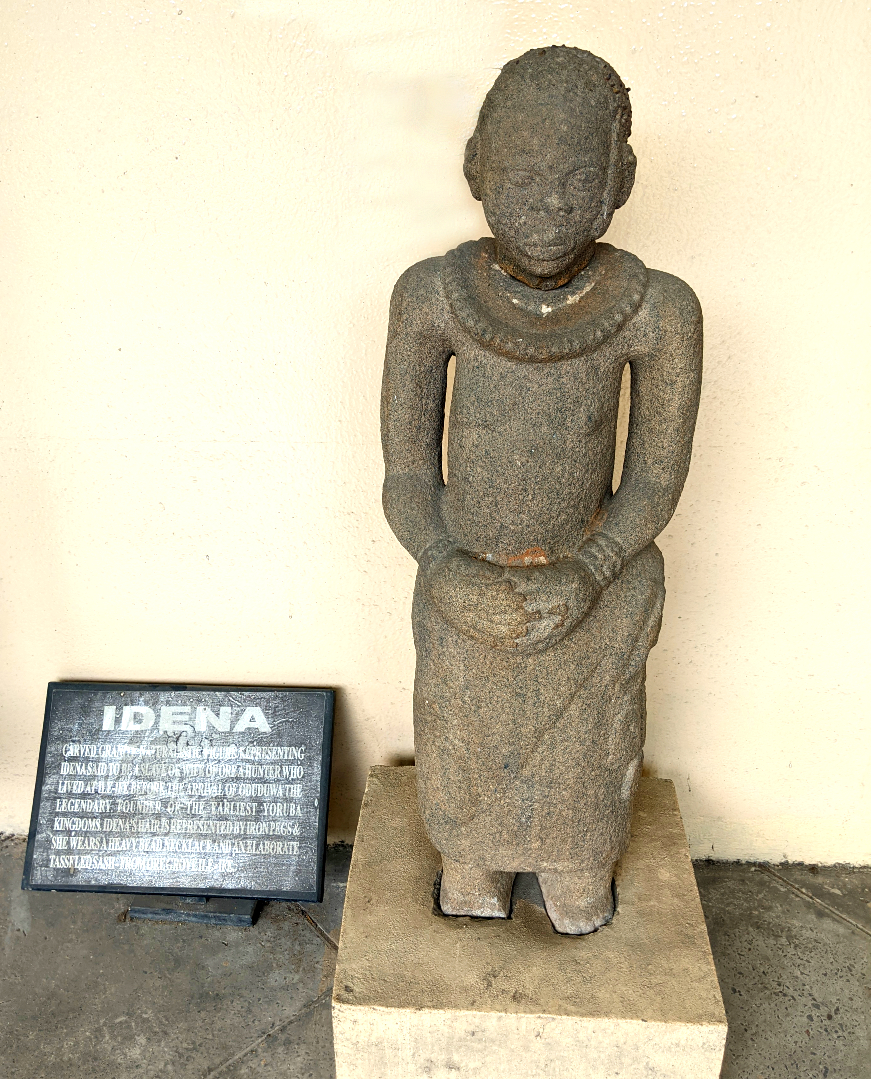
Réplique en granit d'Idena, la gardienne du bosquet de minerais à Ife. Original daté du IXe siècle,.

L'histoire d'Oke Ora est directement liée à l'histoire des premières communautés d'Ife et, par extension, de l'ensemble de la région de Yorubaland, dont la grande majorité est directement liée à Ife par des migrations dynastiques de personnes, de rois et d'idées par le biais de l'innovation et de la technologie.
Selon les récits d'Ife, c'est depuis la colonie au sommet de cette colline qu'Oduduwa et ses partisans sont descendus au milieu d'un imbroglio politique en cours qui avait englouti les treize communautés confédérales (Ẹ̀lú Mẹ́tàlá) dans la vallée/cuvette d'Ife dirigées à l'époque par Obatala. Sur le terrain dans la région d'Ife, il a rencontré seize anciens anciens connus sous le nom d'Ooye Merindinlogun, parmi lesquels : Agboniregun (Ọrunmila), Oluorogbo, Oreluere, Elesije, Obameri, Esidale, Obagede, Obasin, Obalejugbe, Ojumu d'Iloran et autres. Ce nouveau groupe d'Oduduwa n'appartenait pas à l'arrangement confédéral dans la vallée et était à l'origine considéré comme des étrangers (nouveaux venus). C'est la source du récit traditionnel selon lequel Oduduwa était un « étranger venu de l'est ».
Le groupe dirigé par Oduduwa a alors profité de la situation politique désharmonieuse en cours pour entrer dans la mêlée politique qui dominait les affaires de la vallée d'Ife à l'époque.

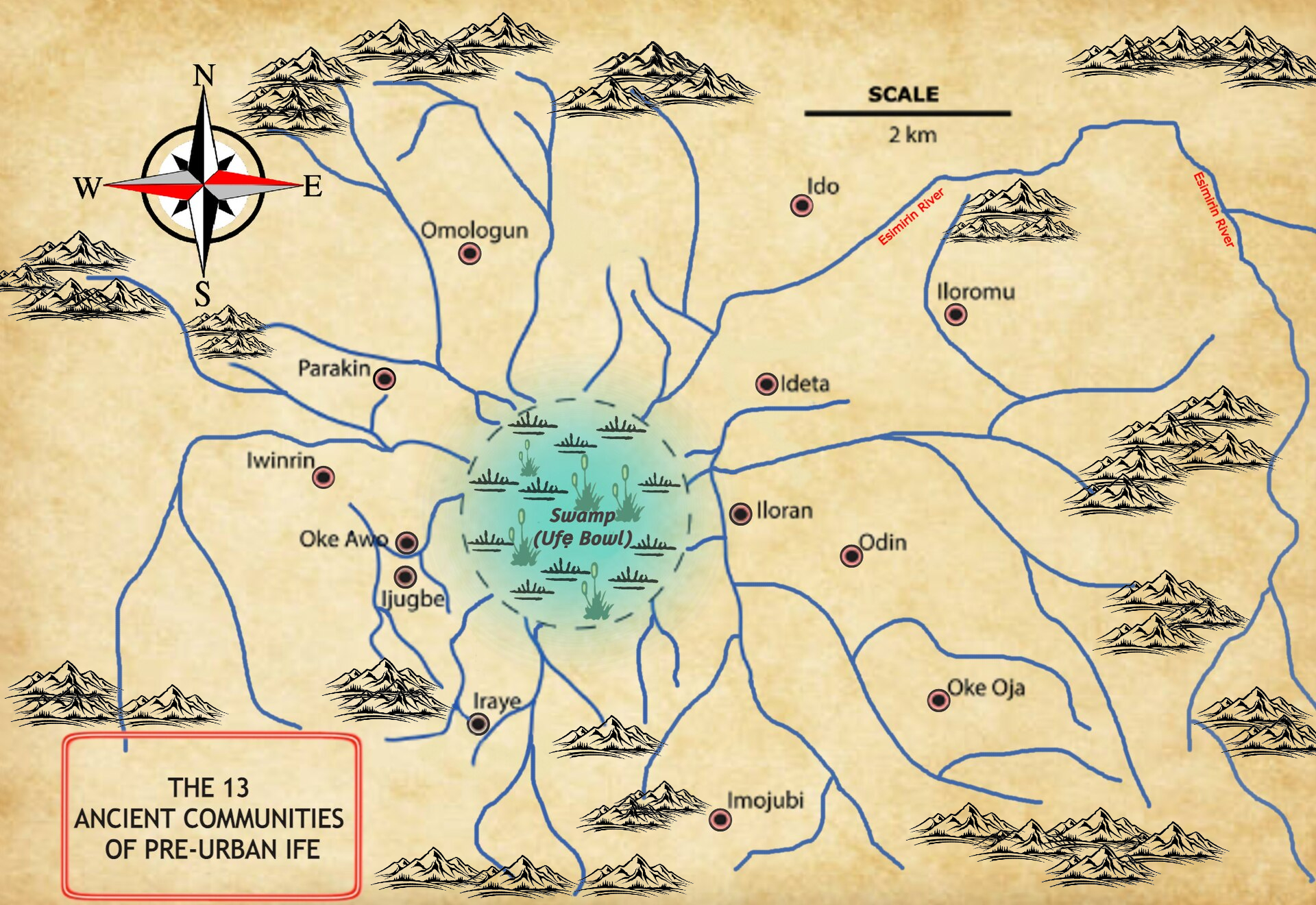
Carte montrant les positions relatives des treize anciennes communautés ou clans présents dans la zone de l'ancienne Ife avant l'unification.

Les treize communautés/provinces/clans (Elu) qui formaient la fédération d'Ife étaient :
- Iloromu
- Imojubi
- Ideta (Idita)
- Oke-Oja
- Parakine
- Ido
- Iwinrin
- Odin
- Ijugbe
- Iraye
- Oke-Awo
- Iloran
- Omologun

Parmi eux, Ideta était le plus grand. En plus de cela, certains noms de communautés, pour diverses raisons (comme l'époque de leur création), apparaissent souvent dans d'autres sources comme faisant partie de la confédération originale des treize clans, et parfois non. Ceux-ci incluent : Ita Yemoo (Yemowo), Orun Oba Ado, Ilara, Igbo Olokun et Idio. Chaque complexe villageois était en outre composé de ses propres groupes de sous-villages (hameaux). Ijugbe était composé de quatre villages : Eranyigba, Igbogbe, Ipa et Ita Asin, tandis que le complexe d'Ideta en comptait trois : les villages d'Ilale, d'Ilesun et d'Ilia, dirigés respectivement par Obalale, Obalesun et Obalia, chefs de hameau locaux qui étaient subordonnés à Obatala, seigneur d'Ideta. Les treize clans/provinces avaient tous leurs Obas, qui étaient censés rendre compte à l'Obalejugbe, seigneur d'Ijugbe. La confédération Ile-Ife était une association politique sans gouvernement centralisé, sans Oba puissant ni siège de pouvoir permanent.
Au fil du temps, les chefs des clans d'origine et leur peuple se sont ralliés à l'un ou l'autre des camps rivaux. Une confrontation armée entre les deux factions qui s'étaient développées dans la vallée d'Ife (le groupe Obatala et le groupe Oduduwa) s'est développée et a débouché sur une guerre civile dévastatrice. Dans le camp des Obatala, on trouve Obamakin, Obawinrin of Iwinrin, Oluorogbo et les deux grands guerriers Oshateko et Oshakire. Dans le camp d'Oduduwa, on trouve Obameri d'Odin (son capitaine de guerre), Obadio, Apata d'Imojubi, Obalora et d'autres.

## Émergence des Ugbo
La guerre civile qui a englouti l'ancienne Ife a forcé Obatala et Obawinrin à abandonner respectivement les colonies d'Ideta et d'Iwinrin et à fuir à travers la rivière Esimirin pour établir une nouvelle colonie avec leur peuple. La nouvelle colonie s'appelait Ideta oko (c'est-à-dire le camp d'Ideta, par opposition à l'actuelle Ideta ile ou « maison d'Ideta »). Après une période où la situation s'était calmée, un accord de paix a été négocié entre le parti victorieux Oduduwa et la faction Obatala par Ojumu d'Iloran, l'un des anciens d'Ooye Merindinlogun. L'accord a permis le retour d'Obatala et d'Obawinrin et de leur peuple dans les ruines d'Ideta et d'Iwinrin sous la nouvelle direction d'Oduduwa dans la colonie nouvellement unifiée d'« Ile-Ife » où Ooduwa avait désormais le contrôle total. Oduduwa est devenu le premier Ọba d'un Ife unifié. L’ère des 13 clans semi-autonomes (Elu) était révolue pour de bon.
Cependant, tous les membres de la faction Obatala n’étaient pas satisfaits des nouveaux termes de l’accord. La minorité mécontente dirigée par Obawinrin a juré de ne jamais revenir, est restée hors de la ville et a migré plus loin d'Ideta Oko vers un endroit appelé Igbo Ugbo. Ils ont lancé des attaques clandestines de guérilla, des incendies criminels, des vols, des actes de terreur, des enlèvements, des attaques de fermes et d'autres vices sur Ife à partir de là jusqu'à la saga Moremi Ajasoro qui a mis fin aux attaques des Ugbo pour de bon. Obatala lui-même est connu sous le nom d'Oba Ugbo (roi des Igbo) - tandis que le peuple Ugbo (en) est également connu sous le nom d'Eluyare ou d'Igare.

## Importance d'Oke Ora
La descente légendaire d'Oduduwa depuis Oke Ora est apothéosée dans les cercles religieux/philosophiques Yoruba comme une « descente » littérale des cieux, de la demeure de l'Orisha. La signification rituelle de la descente d'Oduduwa d'Oke Ora est généralement démontrée dans les rituels de couronnement de chaque nouvel Ooni d'Ife qui impliquent sept faiseurs de rois qui jouent des fonctions différentes. Le matin du jour du couronnement, après avoir passé vingt et un jours à Ilofin (réclusion) où sa tête est rasée, le futur roi se rend à la porte orientale d'Ife appelée Lekun Ode.

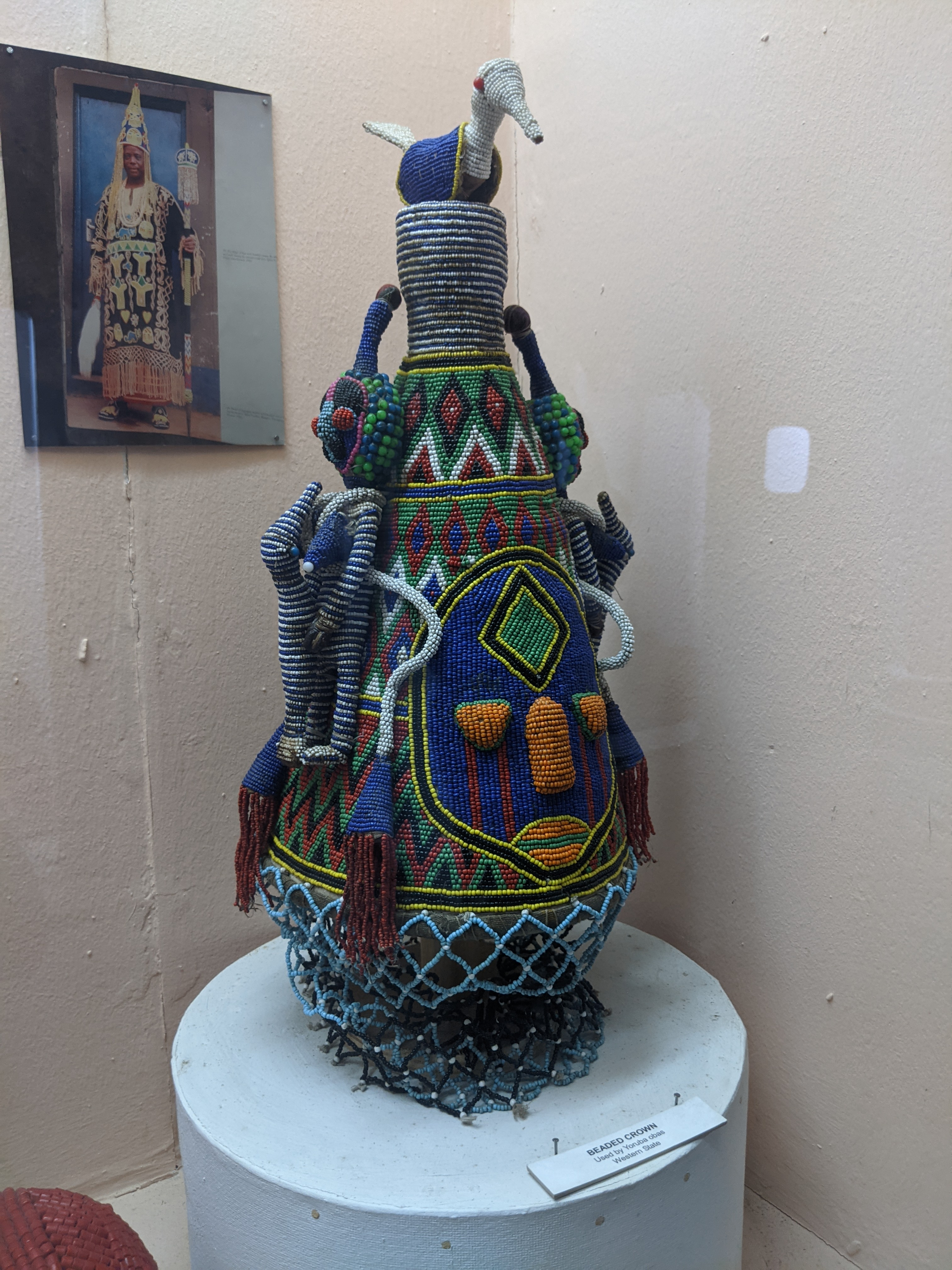
perlée.

Cette procession reflète le chemin et la direction qu'Oduduwa a empruntés pour rejoindre le clan Iloromu (aujourd'hui dans les quartiers Moore) d'Ife depuis sa maison orientale d'Oke Ora. Là, il rencontre le Walode d'Ife, grand prêtre d'Olokun et chef patron des fabricants de perles et des verriers d'Ife qui fabriquaient traditionnellement la Couronne d'Oba (en). Il se rend ensuite sur le site du temple d'Oduduwa et d'Oke Ora, demeure de son ancêtre avec des membres de la classe des chefs Isoro, où il se fait fabriquer une couronne symbolique par l'Odofin d'Ido. L'épée royale/d'État d'Ife, « Ada Ogun » (divinité protectrice de la famille royale) est également apportée à Ido et remise à l'Ooni par l'Owa Eredunmi, prêtre en chef d'Oranmiyan dans un processus connu sous le nom d'Igbada ou « investiture de l'épée ». On traverse ensuite la porte est sur le côté gauche en direction d'Iwesu. Il est alors proclamé Ooni.
Après la proclamation, son nom est finalement annoncé à Enugeru. Les fonctionnaires du palais et de la ville rendent ensuite hommage au nouveau roi dans la cour de l'Obalufe.

## Ife après l'unification
Après l'unification d'Ife, la ville s'est développée autour de six grands quartiers historiques (Ọ̀gbọ́n) supervisés par les principaux chefs de la classe Ihare (chefs de ville) qui étaient à l'origine au nombre de six et dirigés par l'Obalufe qui était comparable à une sorte de premier ministre traditionnel. Le pouvoir est devenu centralisé sous un dirigeant et les clans/communautés auparavant semi-autonomes d'Ife ont fusionné en une seule entité urbaine. Même si les titres de certains des anciens chefs de clan et chefs de communauté continuaient à porter le préfixe -Oba, ils avaient perdu leur pouvoir politique et économique au profit de l'autorité de l'Ooni.
Les six nouveaux quartiers d'Ife étaient :
| Quartiers      | Chefs                 |
| -------------- | --------------------- |
| Iremo (Remo)   | Chef Obalufe (Ọruntọ) |
| Imoore (Moore) | Oba Ejio              |
| Ilode          | Obaloran et Ejesi     |
| Ilare          | Waasin                |
| Iraye          | Obalaaye              |
| Okerewe/Ikogun | Akogun                |